# بحيرة دومة الجندل
بحيرة دومة الجندل هي بحيرة ليست طبيعية بل إصطناعية ونشأت في دومة الجندل التابعة لمنطقة الجوف شمال المملكة العربية السعودية، بعد الخوف من فيضانات بسبب المياه الزائدة عن حجم الزراعة جراء تدفق مياة ري مزارع النخيل بالمحافظة، لذلك تم حفر ابار سطحية لرفع المياه الزائدة لرفعها وصبّها فوق التل المجاور لتكوّن تلك البحيرة الإصطناعية , وتعد بحيرة دومة الجندل البحيرة الغير طبيعية الأكبر في الجزيرة العربية بصفة عامة والمملكة العربية السعودية بصفة خاصة.

## الوصف
تقع البحيرة على مساحة كبيرة جداً على ضفاف مسجد عمر بن الخطاب وقلعة مارد التاريخية وتحفها الجبال من عدة نواحي، كما يشرف عليها من الجهة الغربية نخيل دومة الجندل، تتميز بحيرة دومة الجندل بأنها توجد في الصحراء، حيث نشأت من تدفق مياه مشروع الري الذي بدأ في عام 1987، وقد تشكلت البحيرة في منخفض من التلال المرتفعة من جميع جوانبها على مساحة تقدر بنحو مليون متر مربع غير منتظمة الأبعاد، يتم تغذية البحيرة عن طريق المياة الجوفية ومياة المزارع الزائدة عن الحاجة والتي تصب في وسط هذه البحيرة.

## التطوير
بدأ تطوير بحيرة دومة الجندل ابتداء من عام 2006 وذلك بعد البدء بسفلتة الشوارع المحيطة بها، ومن ثم رصفها وإنارتها ووضع سياج حديدي موازي لها، بعدها تم تركيب نافورة تعد ثاني أطول نافورة بالمملكة العربية السعودية، مع عدد من المشاريع وهي المرسى والمطعم العائم.

## الدراسات الأحيائية
تتغذى بحيرة دومة الجندل من فائض مياه الري الزراعي بدومة الجندل التي تعد من أغنى مناطق المملكة العربية السعودية بالمياه، وأشارت دراسات أُجريت على البحيرة إلى أن ارتفاع بحيرة دومة الجندل عن سطح البحر يصل إلى 1928 قدم أي بمعدل 585 متر، وبلغ متوسط درجة حرارة الماء 18.7 درجة مئوية، ومتوسط درجة الحموضة لمياهها حوالي 7.4 رقم هيدروجيني، وتعتبر البحيرة مكانا مثاليا للتنوع الأحيائي، وتقدر مساحتها بحوالي مليون ومائة ألف متر مربع، بمحيط حوالي ثمانية كيلو مترات متفاوتة العمق، وتكثر فيها الطحالب والنباتات المائية، وتقع بين هضاب غير منتظمة الشكل يكثر فيها نبات الشورى ونبات التايفا، ويوجد في البحيرة العديد من الطيور المستوطنة ويرتادها بعض أنواع الطيور المهاجرة ويعتقد بوجود الأسماك والكائنات المائية فيها، وتبلغ طاقتها التخزينية حوالي 11 مليون متر مكعب من المياه سنويا، ويتبخر نفس كمية التغذية وتعد نسبة الأملاح مرتفعة جداً فيه.